# تشارلز زولو
تشارلز زولو (بالإنجليزية: Charles Zulu)‏ هو لاعب كرة قدم زامبي في مركز الوسط، ولد في 2 يناير 1996 في زامبيا. لعب مع نادي زاناكو.

## وصلات خارجية
- تشارلز زولو على موقع قاعدة بيانات كرة القدم.إي يو (الإنجليزية)
- تشارلز زولو على موقع ناشيونال فوتبول تيمز (الإنجليزية)
- تشارلز زولو على موقع Soccerway.com (الإنجليزية)